# Mszana (gemeente)
De gemeente Mszana is een Poolse gemeente in powiat Wodzisławski in Silezië. De zetel van de gemeente is in Mszana.

## Sołectwo
Gogołowa, Mszana en Połomia